# Vélez-Rubio (ort)
Velez Rubio är en ort i Spanien. Den ligger i provinsen Provincia de Almería och regionen Andalusien, i den sydöstra delen av landet, 300 km söder om huvudstaden Madrid. Velez Rubio ligger 828 meter över havet och antalet invånare är 7 045.
Terrängen runt Velez Rubio är kuperad. Runt Velez Rubio är det ganska glesbefolkat, med 24 invånare per kvadratkilometer. Velez Rubio är det största samhället i trakten. Omgivningarna runt Velez Rubio är i huvudsak ett öppet busklandskap.